# Авксентьев, Григорий Евгеньевич
Григо́рий Евге́ньевич Авксе́нтьев (28 января [10 февраля] 1887, Рогозное, Стецковская волость, Сумской уезд, Харьковская губерния — 1979, СССР) — советский и российский музыкант, сооснователь музыкальной династии артистов Авсентьевых, виртуоз игры на русских народных инструментах, балалаечник, дирижёр, один из продолжателей дела основателя Великорусского оркестра В. В. Андреева и сооснователей вместе с братом, — подпоручиком Седьмого пехотного Сибирского резервного Красноярского полка — Василием, — первого Сибирского великорусского оркестра народных инструментов в Красноярске 1910 года, оркестров в Омске, в Новосибирске, в Тбилиси, в Ростове-на-Дону, в Коломне и других городах; заслуженный деятель искусств РСФСР с 1960 года.

## Биография
Музыкой Григорий стал заниматься одновременно со старшим братом Василием, начавшим играть на скрипке, но игрой на этом музыкальном инструменте не заинтересовался. Вместе со школьными товарищами увлёкся народными музыкальными инструментами, — как мандолина, балалайка, гитара, — которыми без труда овладели и братья. После смерти отца в 1902 году семья осталась практически без средств к существованию, однако интерес к искусству не пропал и Григорий разрывался между увлечениями театром и музыкой. В 1906—1907 годах начал руководить струнным оркестром в красноярских железнодорожных мастерских. Определяющую роль в биографии Григория Евгеньевича сыграли знакомство с балалаечником Борисом Трояновским и приезд в Красноярск русского народного оркестра под управлением И. И. Левицкого. В 1910 году братья Григорий и Василий Авксентьевы создают Первый Сибирский оркестр русских народных инструментов в городе Красноярск, и уже через год в репертуаре оркестра звучали Увертюра к опере Жоржа Бизе «Кармен», финал оперы Михаила Глинки «Жизньзацаря», «Славься», Полонез Огинского и др. произведения. В 1912 году Г. Е. Авксентьев по основной работе был переведён в Новониколаевск (Новосибирск-Главный), а занятия с оркестром продолжил его брат Василий Евгеньевич Авксентьев. По прибытии в город Григорий Евгеньевич создаёт Второй Сибирский оркестр народных инструментов. В январе 1913 года для продолжения офицерской службы вынужден выехать в Ачинск. Во время первой мировой войны попал в плен и был направлен в лагерь военнопленных в Данию. Русский патриот и страстный музыкант, он и в тяжелых условиях плена сумел раздобыть балалайку. Его игра помогла многим пережить трагедию плена и вернуться в Россию. В 1918 году Г. Е. Авксентьев переводится в управление дороги города Омск, где также пытается создать самобытный оркестр народных инструментов, основу которого составили железнодорожные рабочие и служащие. В начале 1920-х годов омский оркестр был передан в ведение районного, а затем городского отдела народного образования и стал называться Первым Омским русским народным оркестром. Через год в составе Сибирского показательного агитационно-инструкторского поезда оркестр отправляется с концертами в Иркутск, Тайшет, Нижнеудинка, Красноярск, Новосибирск, Омск. Вскоре после этого Г. Е. Авксентьев получает назначение в управление Закавказской железной дороги и переехав в Тифлис также приступает к организации оркестра, куда вошли и несколько музыкантов из Омска. В Ростове-на-Дону Г. Е. Авксентьевым также был создан оркестр народных инструментов, которому в декабре 1926 года было присвоено имя М. И. Калинина, и он перешёл в ведение Северо-Кавказского крайсовпрофа. За 55 лет трудовой и творческой деятельности Григорий Евгеньевич Авксентьев организовал 16 самодеятельных и самобытных оркестров русских народных инструментов во многих городах и республиках СССР. 28 декабря 1960 года Г. Е. Авксентьеву за заслуги в развитии оркестрового исполнительства на русских народных инструментах присваивается звание заслуженного деятеля искусств РСФСР, а 9 марта 1961 года в Москве в Верховном совете Российской Федерации вручена грамота о присвоении этого высокого звания. В 1977 году в Ростове был торжественно отмечен его 90-летний юбилей.

## Семья
- Отец — потомственный почётный гражданин Евгений Григорьевич Авксентьев.[1]
- Мать — Матрона Ивановна Авксентьева.[8][1]
- Брат — балалаечник и сооснователь музыкальной династии Авксентьевых, подпоручик Седьмого пехотного Сибирского резервного Красноярского полка Василий Евгеньевич Авксентьев.[9][10]
- Жена — Мария Августовна Шифельбейн (нем. Schivelbein): немка из древнего знатного рода Шифельбайнов (нем. Schivelbein)[11] и семьи евангелистов, переехавших в Красноярск Российской империи из Царства Польского (Грохов Соколовского уезда Седлецкой губернии).[12][13] дочь Августа Христиановича Шифельбейн (1 августа 1848 — 22 января 1913) и внучка губернского секретаря Димитрия Николаевича Шангина (1828 — 1 апреля 1873), который в 1844 году также служил смотрителем тюремного Одоевского замка.[14].
- Шурин — артист-рассказчик театра имени Карла Либкнехта Николай Августович Лирский-Шифельбейн (1883—1933) умер в Харбине[15][16] и его жена: петербургская актриса, журналистка и медик — Софья Игнатьевна Стригуновская, выступавшая под сценическим именем Софья Лирская.[17].
- Сын — Евгений Григорьевич Авксентьев.
- Внуки: балалаечник Борис Евгеньевич Авксентьев (1941—2007); солист Москонцерта, заслуженный артист России с 1995 года Константин Евгеньевич Авксентьев.